# MIUI
MIUI је мобилни оперативни систем који је развио Xiaomi искључиво за смартфоне. Темељи се на оперативном систему Android.